# Spindizzy
Spindizzy est un jeu d'action développé en 1986 par Electric Dreams Software. Il a pour suite Spindizzy Worlds.

## Système de jeu
Spindizzy est un jeu en 3D isométrique inspiré de Marble Madness. Le joueur joue le rôle d'un cartographe travaillant pour une société d'exploration galactique et doit dessiner la carte de Hangworld, une planète récemment découverte. Pour cela, il contrôle un véhicule télécommandé nommé GERALD qui peut prendre trois formes différentes : pyramide, gyroscope et boule. GERALD doit parcourir le niveau en un temps limité en évitant l'eau et les chutes.